# Тета Большой Медведицы
Тета Большой Медведицы (θ Ursae Majoris, θ UMa) — звезда, вероятно, спектрально-двойная, в  северном околополярном созвездии Большой Медведицы. Обладает видимой звёздной величиной 3,17, является одной из самых ярких звёзд созвездия. Расстояние до данной звезды измерялось по методу тригонометрического параллакса, что дало расстояние около 43,96 световых лет.
В 1976 году Х. Абт и С. Леви объявили, что звезда является спектрально-двойной системой  с орбитальным периодом 371 день. К. Морби и Р. Гриффин подвергли сомнению данный вывод в 1987 году, предположив, что наблюдательные данные могут быть объяснены случайностями. Наблюдения 2009 года показали изменения лучевой скорости с амплитудой 180 м/с, хотя не было достаточных доказательств того, что орбита является  кеплеровой. Существует компаньон 14 звёздной величины на угловом расстоянии 4,1 угловой секунды, поэтому звезда может оказаться тройной.

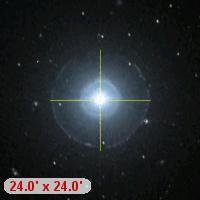
Изображение Теты Большой Медведицы в видимом диапазоне, изображение SIMBAD.

Первичный компонент данной системы принадлежит классу F6 IV, следовательно, она является субгигантом, проэволюционировавшим относительно главной последовательности. В 2009 году Х. Абт отнёс звезду к классу F7 V в предположении, что она находится на главной последовательности. Звезда превосходит Солнце по размерам, масса составляет 141% от массы Солнца, радиус равен 2,5 радиусам Солнца. Таким образом, звезда излучает больше энергии и эволюционирует быстрее чем Солнце. Светимость составляет 8 светимостей Солнца, возраст оценивается в 2,2 млрд лет. Энергия излучается  из внешней части атмосферы звезды   с эффективной температурой около 6300 K.
 При такой температуре звезда обладает жёлто-белым оттенком, типичным для звезды спектрального класса F.
Учёные из Обсерватории Макдональд определили пределы по массе для гипотетических планет вокруг главной звезды: от 0,24 до 4,6 масс Юпитера, при этом среднее расстояние между ними должно быть от 0,05 до 5,2 а.е..